# Rayos anticrepusculares

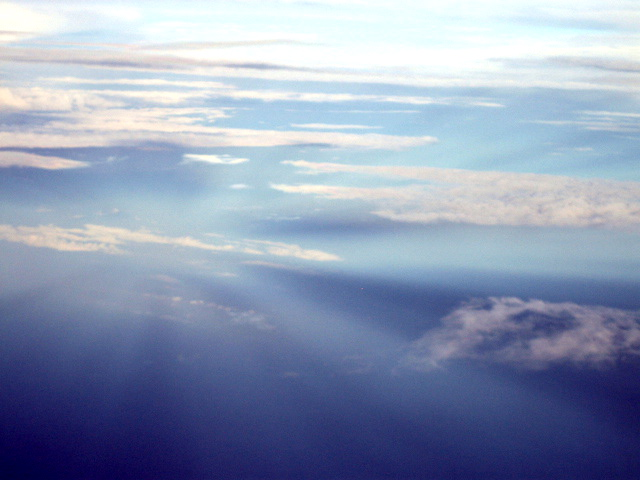
Rayos anticrepusculares que convergen en el punto antisolar, vistos desde el cielo.

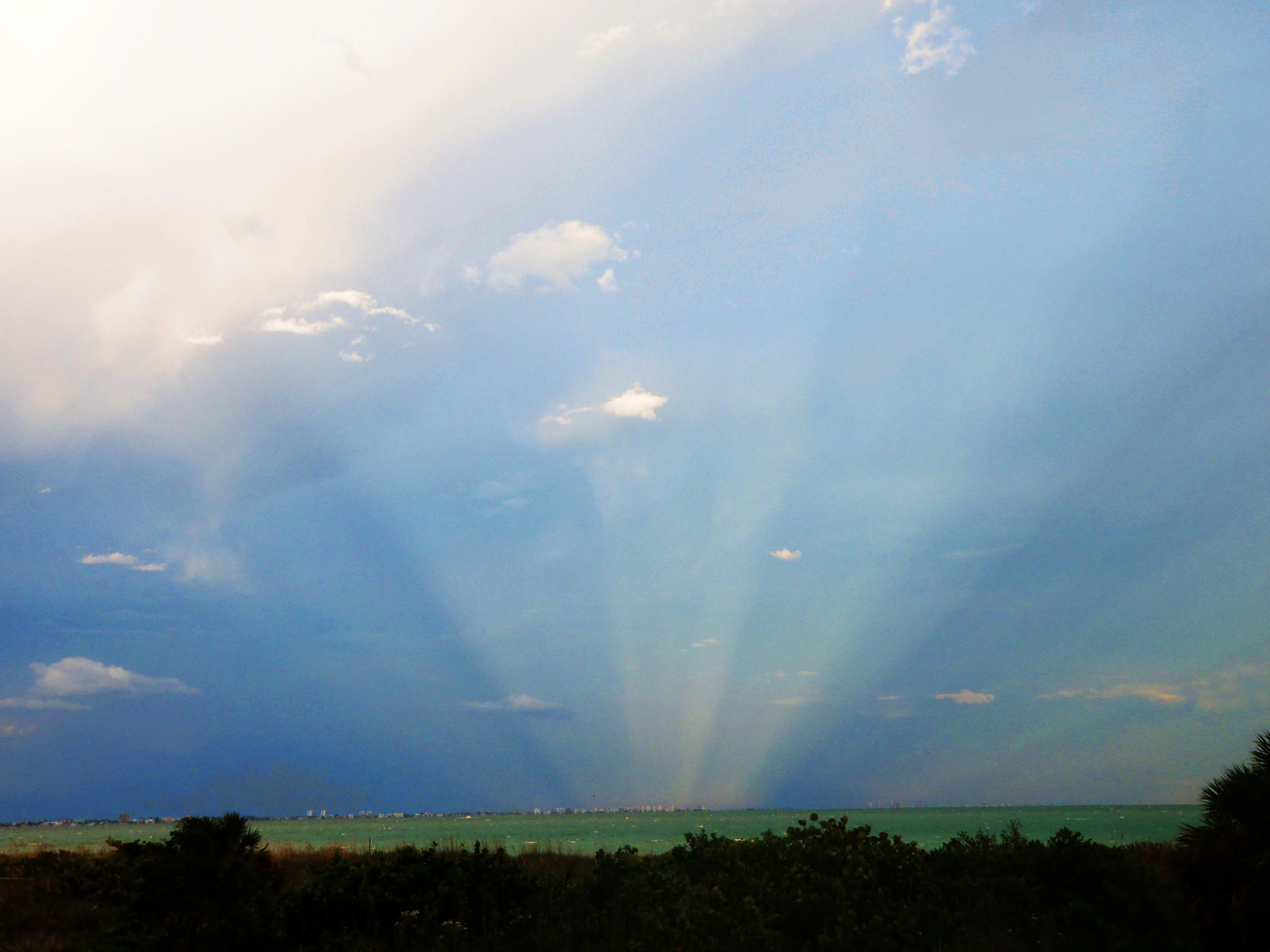
Rayos anticrepusculares frente a la puesta de sol en Florida, Costa del Golfo de los Estados Unidos.

Los rayos anticrepusculares son similares a los rayos crepusculares, pero vistos en el lado opuesto al Sol en el cielo. Los rayos anticrepusculares son casi paralelos, pero aparecen para converger en el punto antisolar, debido a la perspectiva lineal. Los rayos anticrepusculares son visibles con más frecuencia a la salida o puesta de sol. Los rayos crepusculares son generalmente mucho más brillantes que los rayos anticrepusculares. Esto se debe a que los rayos crepusculares, vistos en el mismo lado del cielo como el sol, la luz atmosférica se dispersa y los hace visibles tomando lugar como pequeños ángulos (véase difusión de Mie).
Aunque los rayos anticrepusculares parecen converger en un punto opuesto al Sol, la convergencia es en realidad una ilusión. Los rayos son en realidad (casi) paralelos, y la convergencia aparente es al punto de fuga en el infinito.